# Oktiabrski (Ólguinskaia)
Oktiabrski - Октябрьский (rus) és un possiólok del krai de Krasnodar, a Rússia. Es troba al sud-oest de la desembocadura del riu Beissug a la mar d'Azov. És a 26 km al sud-est de Primorsko-Akhtarsk i a 108 km al nord de Krasnodar.
Pertany a la stanitsa d'Ólguinskaia.